# Війна Агафокла із Карфагеном
Війна Агафокла із Карфагеном – військовий конлфікт, який точився у 311 – 306 роках до н.е. між сиракузьким тираном Агафоклом та Карфагеном, котрий володів західною частиною Сицилії та активно втручався у події на острові.

Мапа Сицилії, на якій зокрема позначені згадані у статті міста Мессана, Тавроменій (Naxos), Катана, Леонтіни, Сиракузи, Камаріна, Гела, Акрагант, Гераклея Мінойська, Селінунт, Сегеста, Солунт, Терми, Кефалойдіон, Енна (Ena)

## Передумови конфлікту
У 317 р. до н.е. до влади в Сиракузах прийшов тиран Агафокл, котрий влаштував різанину своїх противників із олігархічної партії. Втім, велика їх кількість – біля шести тисяч осіб – змогла втекти та знайшла притулок у інших містах Сицилії, передусім Акраганті та Мессені. 
В 314 р. до н.е. Агафолк спробував оволодіти Мессеною, для чого вночі відправив до неї кінноту, а сам відплив туди ж із легкими суднами. Втім, мессенці все-таки вчасно дізнались про запланований напад, який довелось скасувати. Удруге сиракузький правитель з’явився тут під час збору врожаю, проте знов не зміг завдати своїм ворогам суттєвої шкоди, оскільки на стороні мессенців затято бились вигнанці з Сиракуз. У підсумку під Мессену з’явився посланець від Карфагену, котрий звинуватив Агафокла в порушенні мирної угоди (під час громадянської війни 321 – 319 рр. до н.е. в Сиракузах карфагеняни боролись на стороні олігархічного угруповування) та примусив його припинити бойові дії.   
Наступного року проти Агафокла уклали союз три найзначніші (після Сиракуз) міста Сицилії – Акрагант, Гела та Мессена. Цьому передусім сприяли все ті ж сиракузькі вигнанці, котрі переконували людей, які надали їм притулок, що краще виступити проте володаря Сиракуз допоки він не набрав надмірної сили. Для керівництва бойовими діями акрагантці запросили з Лакедемону Акротата, сина царя Клеомена II, котрий на своєму шляху також зміг забезпечити додаткову допомогу від тарентинців, які пообіцяли послати на Сицилію двадцять кораблів. Втім, у Акраганті спартанський полководець замість підготовки до бойових дій захопився отриманням задоволень від розкошів, на що витратив значну частину зібраних для війни коштів. Одного разу він запросив до себе на обід одного з лідерів сиракузьких вигнанців Сосистрата та вбив його, оскільки остерігався як людину дієву та здатну припинити зловживання. Позбавлений за це поста командуючого Акротат відплив на батьківщину, після чого  Тарент відмовився надати обіцяну раніше допомогу. У підсумку, так нічого і не досягнувши, антисиракузька коаліція (за виключенням мессенян) уклала мир з сиракузьким тираном, причому посередником знову виступив Карфаген в особі Гамількара. Умови договору були вельми сприятливі для Агафокла – хоча за сицилійськими містами зберігались права автономії, проте Сиракузи визнавались гегемоном грецької частини острова. За таку угоду карфагеняни обвинуватили Гамількара у зраді, проте він помер до винесення вироку.   
Позбавившись від загрози зовнішнього втручання, сиракузький володар витратив наступний, 312-й р. до н.е., на підкорення своїй владі сицилійських міст (хоча поки не чіпав найбільші з них). Так він забезпечив собі великі доходи та створив потужну армію. На додачу до ополчення Сиракуз та союзних міст, Агафокл набрав 10 тисяч піших та 3,5 тисячі кінних найманців. Також він підготував великі запаси зброї на випадок війни з Карфагеном, оскільки вже знав про суд над Гамількаром та очікував війни з карфагенянами.

## Події 311 р. до н.е.

### Боротьба Агафокла з вигнанцями
Оскільки Мессена була єдиним містом, котре не підписало мирної угоди, туди збірались сиракузькі вигнанці. Агафокл вирішив покінчити з цією загрозою та відправив на мессенян військо під командуванням Пасифіла. Останньому під час несподіваного вторгнення до області Мессени вдалось захопити багатьох полонених, котрих він пообіцяв повернути за умови висилки сиракузьких вигнанців. Мессеняни погодились на це та вітали Агафокла, котрий прибув зі ще одним військом. Останній же спершу змусив мессенців прийняти назад своїх вигнанців (котрі були в армії сиракузького тирана), а потім вчинив розправу з налаштованими проти нього громадянами Мессени та Тавроменія (наразі Таорміна, за чотири десятки кілометрів на південний захід від Мессени), перебивши шість сотень осіб. Залякавши мессенян, Агафокл підкорив їх своїй владі.
За цим сиракузьке військо вирушило на Акрагант, проте туди на допомогу прибуло 60 карфагенських кораблів. Відмовившись від нападу на місто, Агафокл перейшов на підконтрольну Карфагену частину Сицилії та захопив ряд укріплених місць – частково силою, частково перемовинами. Зі своєї сторони карфагеняни вирішили з півсотнею легких суден атакувати гавань Сиракуз. Проте операція завершилась безрезультатно, якщо не рахувати захоплення двох торгових кораблів з Афін, членам екіпажів яких повідрубували руки. Відплата за таке варварство не забарилась: невдовзі кілька карфагенських суден, котрі відділились від основного флоту, були захоплені сиракузянами, після чого з полоненими обійшлись таким же чином.  
Що стосується, сиракузьких вигнанців, то вони спрямували загін до міста Centoripini (між Етною та Катанією), деякі мешканці якого обіцяли зрадити Агафокла в обмін на відновлення автономії. Проте коли вони вночі спробували захопити місто, залога сиракузького тирану змогла перебити як тих, хто вже пробрався всередину, так і інших, які атакували мури ззовні. Всіх, кого в Centoripini запідозрили у причетності до заколоту, стратили. 
У цю ж кампанію військо вигнанців із 3 тисяч піхотинців та 2 тисяч кінноти під командуванням Дейнократа та Філоніда зайняло містечко Галерія  (розташування наразі невідоме), куди його так само запросили мешканці. Агафокл спрямував проти них п’ятитисячний загін під командуванням Пасифіла та Демофіла. В наступній сутичці певний час сторони затято бились, проте після загибелі Філоніда армія вигнанців почала відступати і зазнала значних втрат під час її переслідування. Репрессії також очікували на винних у заколоті мешканців Галерії.

### Битва при Гімері та початок облоги Сиракуз

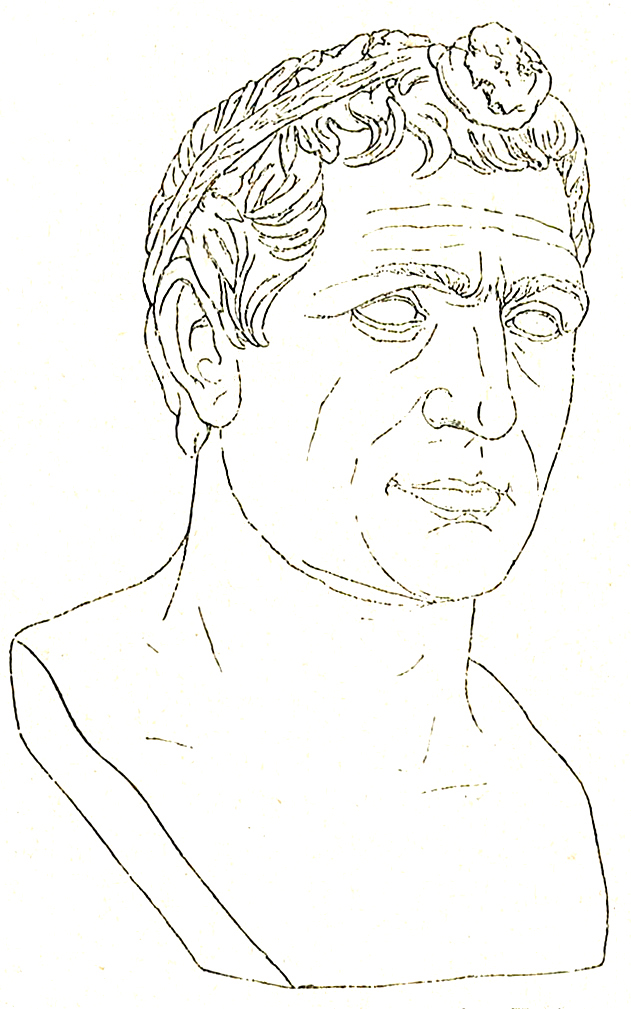
Сиркузький тиран Агафокл

Далі Агафокл виступив проти головного супротивника – карфагенян. Останні займали позиції між Акрагантом та Гелою (котра трималась сторони сиракузького тирана) на пагорбі Екном, проте не наважились одразу стати до битви з Агафоклом. Тим часом з Карфагену спрямували на Сицилію велике підкріплення під командуванням Гамількара, котре включало 2 тисячі власне карфагенян, 10 тисяч лівійців (відомих своєю кіннотою) та 1 тисячу славнозвісних балеарських пращників. Вони прямували разом з великим флотом із 100 трирем та 200 транспортних суден і потрапили у страшну бурю, від якої врятувалось лише 40 трирем. Тим не менше, після того як Гамількар приєднав до вцілілих сицилійських союзників, провів набір найманців та узяв під командування карфагенське військо, котре вже перебувало на острові,  під його началом опинилось 40 тисяч піхотинців та 5 тисяч вершників. Також карфагенянам сприяв успіх на морі, де вони змогли захопити 20 кораблів сиракузького правителя. 
Агафокл, сили якого і так поступались ворожим, був занепокоєний можливими заколотами серед підпорядкованих ним міст. Особливо він хвилювався за позицію мешканців Гели, котре сусідило з табором карфагенської армії. Тому Агафокл вирішив розправитись з опозицією серед гелійців, для чого почав збільшувати розміщений там гарнізон. Щоб мешканці нічого не запідозрили та не виступили першими, тиран надсилав підкріплення невеликими загонами, допоки залога не перевищила сили гелійців. Тоді він прибув до Гели, звинувавив її жителів у зраді (причому невідомо, чи була в цьому правда, а чи Агафокл просто хотів оволодіти коштами гелійців) та перебив біля 4 тисяч із них. Далі він конфіскував не лише майно страчених, але й все золото та срібло у місті – як у вигляді монет, так і в інших формах. 
Полишивши у Гелі значний гарнізон, Агафокл виступив проти карфагенян. Він отаборився на протилежному від Екнома березі річки Гімера, котру жодна зі сторін тривалий час не наважувалась перейти. Нарешті, після вдалої сутички незначних загонів сиракузький тиран повів своє військо на карфагенський табір. Раптове прибуття ворожих підкріплень призвело до важкої поразки війська Агафокла, котрий спалив табір та відступив до Гели.
У Гелі тиран оголосив про свій намір негайно вирушити до Сиракуз. Ці відомості кілька солдат Агафокла повідомили лівійським вершникам, котрі перехопили їх на відкритій місцевості. Тоді три сотні лівійців увійшли до Гели, гадаючи, що ворог покинув її, проте були тут перебиті. Насправді Агафокл вирішив зачинитись саме в Гелі, розраховуючи відволікти карфагенян її облогою, що дозволило б сиракузцям без перешкод зібрати врожай.
Гамількар спершу дійсно узявся за облогу, проте зрозумів, що в місті достатньо війська та припасів. Тоді карфагенський полководець почав обходити сицилійські міста, намагаючись гарним відношенням відірвати їх від союзу з тираном. Його очікування виправдались і за короткий час на сторону карфагенян перейшли Камарина (на південному узбережжі острова на схід від Гели), Леонтіни, Катана, Тавроменій (всі три на східному узбережжі північніше Сиракуз), Мессена та Абакаенум (неподалік від північного узбережжя за чотири десятки кілометрів на захід від Мессени).
Тим часом Агафокл перевів залишки своєї армії до Сиракуз, перемістив до них з сільської місцевості зерно та відремонтував ділянки мурів, котрі перебували в поганому стані.
Позбавивши Агафокла майже усіх союзників, Гамількар розпочав операції проти самих Сиракуз та двічі завдав поразки загонам їх тирана.

## Події 310 р. до н.е.

### Початок африканської експедиції Агафокла
Потрапивши у важке становище, Агафокл вирішив не відсижуватись за стінами Сиракуз, а вирушити до Африки та завдати карфагенянам удару на їх же землі. Щоб убезпечити себе від можливого бунту, він запропонував покинути Сиракузи тим громадянам, котрі не бажали витримувати труднощі облоги. Коли певні багаті сиракузці вчинили саме так (за даними Юстина – 1600 чоловік), він наказав солдатам наздогнати їх за містом та перебити, а майно цих громадян конфіскував. Збираючи кошти для походу, він також узяв з храмів частину пожертв, позичив у торговців та навіть вилучив у опікунів майно сиріт, запевняючи, що буде охороняти його краще за них та поверне по досягненню власниками повноліття. Відбираючи воїнів для походу, він намагався розділяти родини, щоб брати чи батьки тих, кого він брав з собою в Африку, залишались у Сиракузах – цим він збирався додатково убезпечити себе від можливого бунту. Для збільшення своїх сил тиран навіть здійснив набір до війська рабів, придатних до військової служби. Перед відплиттям Агафокл звернувся до вже розміщеного на кораблях війська із закликом до тих, хто вагається, зійти на берег. Чимало людей скористались цією пропозицією та були тут же перебиті за наказом тирана.
Агафокл підготував для своєї експедиції лише 60 кораблів (так що, оскільки не міг перевезти до Африки коней, наказав кавалеристам узяти всю необхідну збрую, розраховуючи добути тварин на місці). На той час порт Сиракуз блокувала значно більша карфагенська ескадра, тому відплиття було пов’язане із ризиком. Нарешті, дочекавшись, коли вороги спробували перехопити кілька вантажних суден із зерном, експедиція Агафокла вийшла з порту та почала грести щосили. Карфагеняни спершу вирішили, що їх супротивник намагається врятувати транспортні судна та вишикувались до бою. Це дозволило Агафоклу пройти повз них, після чого карфагенська ескадра перейшла до переслідування (це одночасно дозволило пройти у порт зазначеним вище суднам із зерном, що мало суттєве значення для створення у Сиракузах запасів продовольства).
Карфагенська ескадра майже наздогнала сиракузян, проте ніч завадила їм вступити у бій. Через шість днів плавання (ймовірно, Агафокл обійшов Сицилію з півночі) сиракузяни наблизились до Африки. Тут їх нарешті помітила карфагенська ескадра та знов спробувала наздогнати, щоб вирішити долю війни в один момент. Втім, напружено веслуючи греки першими досягли берегу, висадились на нього та облаштували укріплений табір (між їх останніми кораблями та першими суднами з карфагенської ескадри відбулась перестрілка із катапульт, луків та пращ, в якій греки узяли верх). 

### Перемоги Агафокла та підкорення карфагенських міст

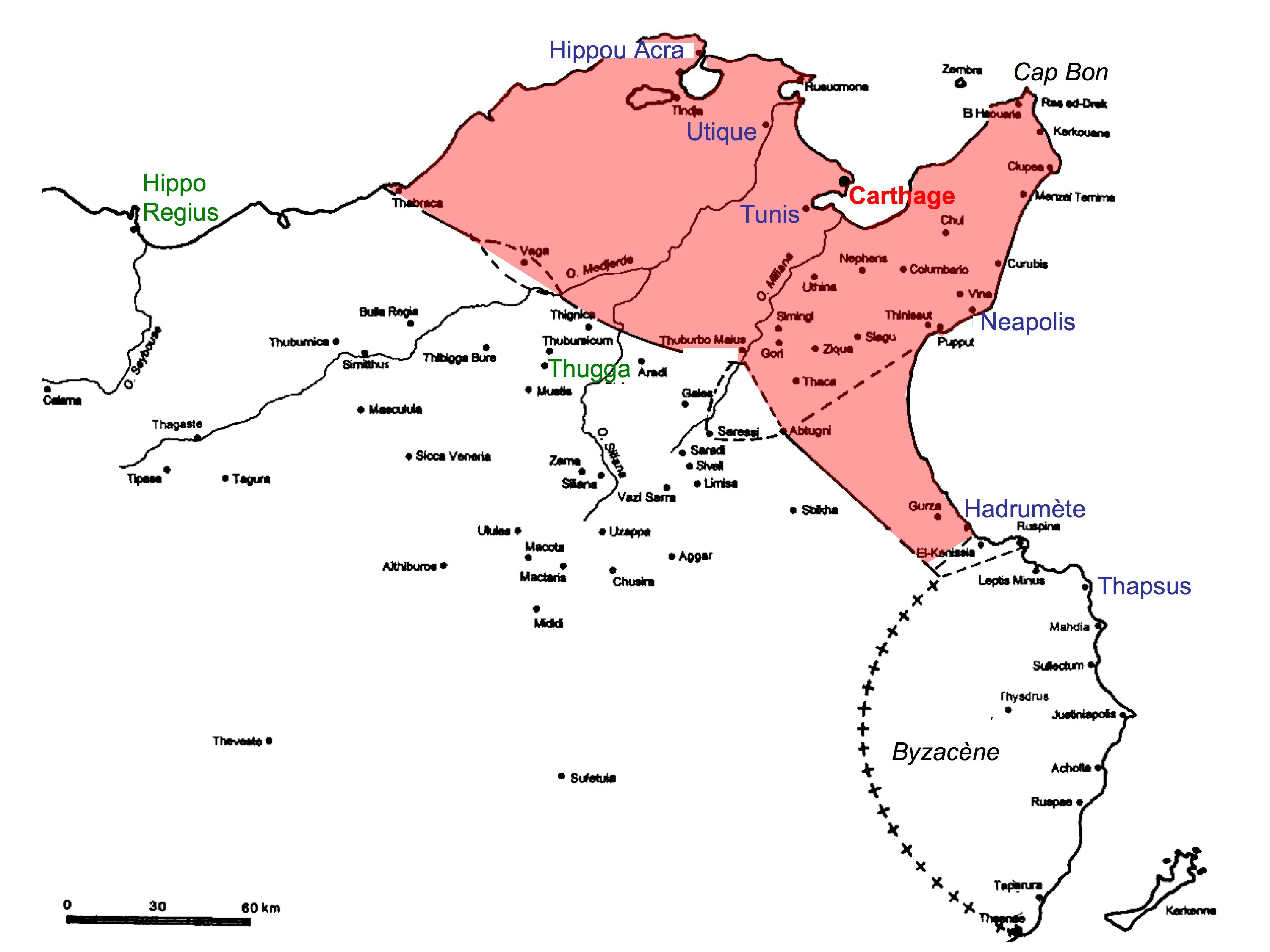
Мапа карфагенських володінь у Африці, на якій зокрема позначені згадані у статті міста Гіппагрети (Hippou Acra), Утіка (Utique), Карфаген, Туніс, Неаполь, Гадрумет, Тапс, Дугга (Thugga), Мактарис

Щоб залишити для своїх солдат лише один шанс до порятунку – перемогти, Агафокл наказав спалити кораблі. За цим його армія виступила на Карфаген. Спершу вона атакувала містечко, котре Діодор називає Мегалополісом (можливо, сучасний Соліман на південному узбережжі Туніської затоки). Після нетривалого спротиву мешканців грецька армія захопила місто, а разом з ним велику здобич. 
Далі Агафокл підкорив Білий Туніс (точне місцезнаходження якого наразі невідоме, хоча зазвичай припускають, що йдеться про сучасне місто Туніс). В його околицях сталась велика битва із сухопутним військом Карфагену, в якій сиракузці отримали перемогу, котра була цілком співставною зі здобутками карфагенян при Гімері.
Загнавши ворога до столиці, Агафокл узявся за підкорення підпорядкованих Карфагену територій та вирушив на південь, проти міст на узбережжі затоки Хаммамет.  Перш за все він узяв штурмом Неаполь  (наразі Набеул), після чого зайнявся облогою Гадрумета (сьогоднішній Сус). 
Скориставшись розділенням ворожої армії, карфагеняни самі напали на полишений Агафоклом у Тунісі гарнізон. Використовуючи облогові машини, вони вели активні штурмові дії, чим поставили залогу у важку ситуацію. Дізнавшись про це, Агафокл узяв невелику кількість людей та вирушив на гірський масив, розташований між Тунісом та Гадруметом. Вночі вони розвели тут велику кількість багать, котрі в Карфагені сприйняли як свідчення переходу головних сил сиракузького тирану на порятунок туніського гарнізону. Покидавши облогові машини, карфагеняни відступили до столиці. Військова хитрість Агафокла мала ще один корисний наслідок – у Гадруметі також подумали про рух сиракузьких загонів, проте у напрямку їхнього міста, що спонукало захисників капітулювати. 
Услід за цим греки взяли штурмом Тапс (на крайньому південному завершенні затоки Хаммамет, наразі має назву Бекальта), після чого почали підкорювати інші населені пункти – якісь доводилось брати штурмом, тоді як інші здавались після перемовин. Всього, як стверджує Діодор, під контролем Агафокла опинилось дві сотні міст і містечок. Також він уклав союз із царем лівійців Аелімом.
Допоки Агафокл підкорював африканські володіння ворога, на Сицилії карфагеняни продовжували облогу Сиракуз. Через якийсь час до них доставили з Африки бронзові носи спалених сиракузянами кораблів, котрі були продемонстровані обложеним як доказ знищення армії тирана. Проте останньому вдалось передати звістку про справжній стан справ та отриману перемогу, що відвернуло Сиракузи від капітуляції. Оскільки організований Гамількаром штурм провалився, карфагенський полководець продовжив облогу, відіславши при цьому підкріплення у 5 тисяч воїнів до Карфагену.
Отримавши загін із Сицилії, карфагеняни знову атакували Туніс. До того ж, прибуття підкріплення від Гамількара спонукало лівійця Аеліма знову змінити сторону. Дізнавшись про напад на туніську залогу, Агафокл вирушив їй на виручку, причому на цей раз намагався скрити своє пересування від ворога. Отаборившись за 7 км від останнього, він заборонив розкладати багаття, сам же здійснив нічний перехід та напав на карфагенських фуражирів, під час чого перебив 2 тисячі осіб та взяв багато полонених (серед вбитих був Аелім та чимало лівійців).

## Події 309 р. до н.е.

### Події на Сицилії
Гамількар, котрий продовжував облогу Сиракуз, організував новий штурм міста. Він виявився ще невдалішим аніж попередній, причому сам карфагенський полководець потрапив у полон та був страчений. Втім, переважаючий флот Карфагену продовжував блокувати Сиракузи із моря.
Під впливом невдач карфагенян під Сиракузами та в Африці, мешканці Акраганту вирішили самі вступити у боротьбу за гегемонію на острові. На їх стороні боролась велика армія сиракузьких вигнанців під командуванням Дейнократа, що надавало акрагантцям впевненості у перемозі над Агафоклом. Першою ціллю для них стало місто Гела, до якої акрагантцям вдалось уночі провести військо за сприяння окремих місцевих жителів. Тепер гелійці приєднались до боротьби за відновлення автономії сицилійських міст. 
Далі на сторону Акраганту перейшло місто Енна, розташоване у внутрішніх районах за півсотні кілометрів на північ від Гели. За цим був атакований Ербесс, котрий знаходився на північний схід від Агригенту. Місто осаджувала значна карфагенська залога, котра після важкої битви зазнала поразки від агригентців, яким допомагали мешканці самого Ербесса. Хоча багато вояків гарнізону загинуло у битві, ще п’ять сотень потрапило у полон. 
Тим часом із Сиракуз почали здійснювати набіги на розташовані поряд місцевості. Зокрема, було захоплене містечко Ехетла (місцезнаходження наразі невідоме) та спустошені поля Леонтін та Камарини. На допомогу останнім прийшло акрагантське військо, котре не лише припинило плюндрування полів, але й оволоділо після облоги Ехетлою.

### Продовження операцій у Африці
У Африці ворогуючі сторони стояли таборами одна проти одної (греки все так же мали за головне місце розташування Туніс). Агафокл, отримавши звістку про вдале відбиття штурму Сиракуз та, на додаток, голову Гамількара, продемонстрував її карфагенянам. Проте слідом за цим він ледве не втратив всього через солдатський бунт, який спровокувало вбивство під час п’яної сварки одного з командирів сином сиракузького тирана Архагатом. Воїни зажадали страти Архагата та знеслися із карфагенянами, котрі пообіцяли їм велику винагороду за перехід на інший бік. В цей критичний момент Агафокл вийшов посеред воїнів, та, нагадавши їм про свої попередні досягнення, витягнув меча начебто збираючись вчинити самогубство. Спантеличений натовп раптом змінив свою думку та почав умовляти Агафокла залишитись при керівництві. Тоді останній одразу повів військо проти ворога. Карфагеняни думали, що до них наближаються дезертири, тому виявились зненацька захопленими нападом, втратили багатьох та укрились у своєму таборі (втім, біля двох сотень особливо активних учасників бунту таки втекли до протилежної сторони).   

## Події 308 р. до н.е.
Хоча в перші два роки африканської кампанії Агафоклу вдалось здобути кілька перемог над карфагенянами, проте вони залишались достатньо могутніми, щоб продовжувати чинити спротив та навіть здійснювати експедиції далеко за межі Карфагену. Так, вони вирушили у похід проти нумідійського племені зуфонів, котре котре знехтувало своїми союзницькими зобов’язаннями. Узявши відбірні частини війська, Агафокл вирушив за ними та завдав поразки, хоча й сам зазнав значних втрат.
Підшукуючи можливості для збільшення своїх сил, сиракузький тиран умовив прибути під Карфаген Офелу. Останній правив Киреною (область з кількома грецькими містами на схід від затоки Великий Сирт) та спокусився на пропозицію влади над африканськими територіями Карфагену (сам Агафокл начебто збирався вдовольнитись Сицилією та Італією). Офела навербував багато греків (зокрема, афінян) та виступив на захід з 10 тисячами піхотинців, 600 вершниками та сотнею колісниць (екіпажі яких складали ще три сотні воїнів). Разом з цим військом прямувало багато жінок та дітей, оскільки греки розраховували здійснити колонізацію відібраних у фінікійців земель.  
Після важкого переходу у півтори тисячі кілометрів по пустельному узбережжю Сирта, де експедиція Офели сильно страждала від нестачі води та отруйних змій, киренійський володар нарешті досягнув Тунісу та розбив свій табір поряд із Агафоклом. Останній щедро поділився із новоприбулими припасами та, дочекавшись коли більшість воїнів зі киренійського табору розійдуться на фуражировку, напав на Офелу. Заскочений зрадницькими діями, володар Кирени загинув, а його військо Агафокл схилив на свій бік обіцянками великої здобичі. Непридатних для бою цивільних, котрі прибули з Офелою, відправили на Сицилію вантажними кораблями. Втім, через шторми лише небагато з них добрались до Сиракуз, тоді як інші кораблі загинули або були віднесені на Пітекуські острови (біля узбережжя Кампанії).
Тим часом у Карфагені Бомількар (котрого Діодор звинувачував у навмисному програші карфагенянами першої африканської битви при Білому Тунісі) спробував прийти до тиранічної влади. Зібравши 1,5 тисячі прихильників та найманців, він розпочав бойові дії та зміг пробитись до ринкової площі. Проте проти нього поступово стало виходити на битву дедалі більше містян, а на площі заколотники потрапили під сильний обстріл із високих будинків. Солдати Бомількара почали відступати, були оточені переважаючими силами громадян та погодились на капітуляцію на умовах прощення. Оскільки місто мало велику потребу у захисниках, прості воїни дійсно не понесли жодного покарання, тоді як Бомількара піддали тортурам та стратили попри надані клятви. На щастя карфагенян, цей небезпечний заколот, під час придушення якого місто залишалось беззахисним на випадок зовнішнього нападу, стався коли увагу самих греків відволікли події, пов’язані із прибуттям Офели.       

## Події 307 р. до н.е.

### Операції Агафокла на північ від Карфагену
Після попередніх кампаній Агафокла на африканській землі в руках його ворогів окрім самого Карфагену залишались тільки два міста – Утіка (за три десятки кілометрів на північний захід від Карфагену) та Гіппагрети (Гіппон Діаррит, сучасна Бізерта). Спершу сиракузький володар узяв штурмом та розграбував Утіку, після чого полишив там гарнізон і рушив до другого міста. Гіппагрети знаходились на морському узбережжі, крім того, їх захищала болотяна місцевість. Проте Агафокл здобув тут перемогу у морській битві та після енергійної облоги оволодів і цим містом.  

### Експедиція Агафокла на Сицилію
Тим часом на Сицилії полководець акрагантців Ксенодок, котрий мав 10 тисяч піхотинців та 1 тисячу вершників, вступив у битву з сиракузянами під началом Лептина та Демофіла. Останні мали дещо менші сили – 8200 піхотинців та 1200 вершників – проте змогли завдати ворогу поразки та перебити 1,5 тисячі солдат Ксенодока. Враховуючи це, а також міцні позиції в Африці, сиракузький тиран вирішив за можливе самому втрутитись у ситуацію на Сицилії. Спорудивши пентери та легкі судна, він відплив на острів з 2 тисячами воїнів, залишивши африканську армію під командуванням свого сина Архагата.
Прибувши на острів, Агафокл зайняв розташовані на південно-західному узбережжі міста Селінунт та Гераклея Мінойська (грецькі колонії, котра з кінця 5 століття до н.е. знаходились під владою карфагенян). За цим він перейшов на північне узбережжя та, надавши карфагенському гарнізону вільний прохід, підкорив місто Терми (засноване мешканцями зруйнованої за сотню років до того Гімери, наразі Терміні-Імерезе). Наступною ціллю стало ще одне прибережне місто Кефалойдіон (наразі Чефалу), розташоване за три десятки кілометрів на схід від Терм. Залишивши його під управлінням Лептина, Агафокл вирушив у внутрішні райони та спробував оволодіти містом Кентуріпа (у південно-західних околицях Етни, наразі Чентурипе), де йому обіцяли допомогу окремі мешканці. Втім, змову розкрили, а спробувавши атакувати готових до відсічі оборонців сиракузький тиран лише втратив п’ять сотень воїнів. Тоді Агафокл повернувся на північне узбережжя, де його ціллю стала Аполлонія (за кілька десятків кілометрів на схід Кефалойдіона, між сучасними Каронією та Сан-Марко-д'Алунціо). Тут також існувала домовленість зі зрадниками, проте і на цей раз їх вчасно викрили. Після дводенного штурму та значних втрат сиракузький тиран все-таки оволодів Аполлонією, перебив більшість мешканців та розграбував місто.  
Оскільки після понесеної поразки акрагантинці усунулись від активних дій, боротьбу з тираном очолив лідер сиракузьких вигнанців Дейнократ, котрий зібрав 20 тисяч піхотинців та 1,5 тисячі вершників. Агафокл, котрий мав значно менші сили, ухилився від битви та відступив переслідуваний супротивником.
Перебуваючи у Сиракузах, Агафокл отримав від сина заклик повернутись до Африки на допомогу. Зробити це було нелегко через постійну морську блокаду, проте коли до гавані непомітно для ворога пройшло підкріплення, сиракузький володар вдало використав цю ситуацію та розбив карфагенську ескадру.   
Ця перемога надихнула Агафокла відновити бойові дії на суходолі. Він вислав Лептина з військом спустошувати ворожі землі, зокрема, територію акрагантян. Полководець останніх Ксенодок, котрий вже зазнав того ж року однієї поразки, не наважувався стати до битви з нападниками. Проте звинувачення співгромадян у боягузтві в підсумку змусили його вийти за стіни міста. Чисельно військо Акраганту майже не поступалось сиракузькому, проте під началом Лептина були досвідчені воїни, тоді як Ксенодок командував цивільним ополченням. В наступному бою сиракузяни легко розбили ворога, який втратив 500 піхотинців та півсотні вершників (а Ксенодок, проти якого акрагантців висунули звинувачення за вже другу поразку, втік до Гели).  
Здобувши за кілька днів перемоги на морі та суходолі, Агафокл влаштував у Сиракузах (котрі нарешті позбавились від проблем з продовольством) розкішні святкування, під час яких він посилив свою підтримку з боку простих людей. Втім, одночасно тиран виявляв невдоволених та, зібравши біля п’ятисот таких громадян на окремий бенкет, наказав перебити їх. Здійснивши таким чином, чергові репресії проти потенційних помічників армії вигнанців, Агафокл відплив до Африки, де за його відсутності ситуація для сиракузького війська стала критичною. 

### Дії Архагата у Африці
Поки батько не без успіху діяв на Сицилії, Архагат послав до внутрішніх районів країни частину війська під командуванням Евмаха. Останній спершу оволодів доволі великим містом Тока (Tocae, за одним із припущень – відома наразі своїми античними руїнами Дугга) та завдав поразки місцевим племенам. Далі, відповідно до Діодора, він захопив цілий ряд міст, точна ідентифікація яких так само ускладнена – Phellinê (можливо, Henchir-el-Faouar поряд з сучасною Беджею), Meschela (за Діодором – «дуже велике місто», ймовірно, римське Masclianae, сучасний Хаджіб-ель-Аюн південніше від Мактариса), Hippu Acra та Акрис (не виключено, що останнє місто тотожне античному Мактарису, котрий наразі знаний як Максар).
Евмах повернувся із великою здобиччю, що спонукало знову відправити його у внутрішні райони. Пройшовши через захоплені під час першого походу місцевості, Евмах напав на місто Miltinê. Проте місцеві мешканці дали неочікувано сильний відпір, перемогли у вуличних боях та примусили відступити нападників, котрі зазнали значних втрат. Тоді грецький загін перейшов через гірський хребет в іншу область, де одне місто узяв силою, а ще два шляхом капітуляції. Дізнавшись, що лівійці збирають проти нього великі сили, Евмах відступив до узбережжя.  
В цей час у Карфагені прийняли принципово новий план війни, що мало вирішальний вплив на її результати. Були сформовані три армії загальною чисельність 30 тисяч осіб, одна з яких мала діяти на узбережжі, а дві у внутрішніх районах країни. Таким чином карфагеняни хотіли пом’якшити проблему з нестачею у місті продовольства та забезпечити більшу стійкість союзників (котрі не будуть полишені один на один із сиракузянами). Крім того, очікувалось, що сиракузяни також розділять свої сили, що позбавить сам Карфаген від небезпеки та надасть більше шансів завдати поразки роз’єднаним силам ворога.
Дізнавшись про дії карфагенян, Архагат дійсно сформував із своїх сил три війська (крім того, у базовому таборі в Тунісі залишався значний гарнізон). Сиракузькими загонами, котрі попрямували у внутрішні райони, командували сам Архагат та Ешріон. На останнього раптово напав карфагенський воєначальник Ганнон, котрий завдав супротивнику важкої поразки. Лише загиблими греки втратили 4 тисячі піхотинців та дві сотні вершників (включно з Ешріоном), чимало воїнів потрапило у полон.
Карфагенський полководець Гімількон, котрий діяв у найвіддаленішому від столиці регіоні, зайняв місто на шляху, котрим поверталось перевантажене здобиччю військо Евмаха. Готуючись до битви, він запланував ввести суперника в оману удаваної втечею. Вийшовши з міста лише із частиною війська, Гімількон зав’язав бій та невдовзі почав відступати. Сиракузяни кинулися їм наздогін та неочікувано потрапили під удар загонів, котрі до тих пір таїлися у місті. У війську Евмаха виникла паніка, проте на цей раз вже справжня. Воно зазнало поразки, виявилось відрізаним від свого табору та відступило на безводний пагорб. Карфагеняни атакували знесиленого від спраги ворога та знищили майже усіх – з 8 тисяч піхотинців врятувалось лише тридцять, а із 800 вершників тільки сорок.      
Зазнавши двох таких поразок, Архагат зізвав інші війська у базовий табір та відправив посланців на Сицилію просити у батька допомоги. Ситуація гіршала й тим, що на тлі попередніх невдач більшість місцевих союзників покинули сиракузян. Два карфагенські війська відрізали їм доступ у інші регіони країни, а з моря блокаду здійснював ворожий флот, так що сицилійське військо страждало від голоду.

### Повернення Агафокла до Африки та крах його експедиції
Прибувши до своєї експедиційної армії, сиракузький тиран знайшов її у важкому становищі. Велике значення також мала затримка у виплаті винагороди найманцям, що спричинило заворушення серед них. Налаштувавши воїнів до битви обіцянками здобичі, Агафокл повів її на ворога. Карфагеняни переважали його чисельно і займали кращі позиції, так що в наступній битві сиракузький тиран зазнав поразки, за якою зазнали великих додаткових втрат під час нічної паніки, спровокованої хибними чутками про напад ворогів. Загальні втрати перевищили половину армії, а місцеві союзники дезертирували.
В таких умовах Агафокл замислив покинути свою армію та втекти. За оповіддю Діодора, він планував узяти з собою лише одного сина Геракліда. Ображений на батька за те, що той збирався покинути його напризволяще, Архагат повідомив воїнів про плани Агафокла. Тирана схопили та закували у ланцюги. Вночі з’явились чутки про наближення ворога, що викликало сум’ятицю серед позбавлених єдиного командування воїнів. Ті, хто вартували Агафокла, вивели його на відкрите місце. Побачивши свого колись звитяжного полководця у ланцюгах, прості воїни домоглися його звільнення. Втім, отримавши волю Агафокл не став битись, а втік до суден, на яких вдало добрався до Сицилії. Варто відзначити, що Юстин наводить дещо іншу версію цих подій. За ним, сиракузький тиран втікав разом з Архагатом, проте останній вночі втратив дорогу та був захоплений своїми колишніми воїнами. 
Залишки сиракузького війська вступили у перемовини з карфагенянами та отримали від тих гарні умови – охочі могли продовжити службу в армії Карфагену, а іншим надавалось для поселення місто Солунт (на північному узбережжі Сицилії трохи більш ніж за десяток кілометрів від сучасного Палермо). Крім того, вони мали отримати 300 талантів та повернути міста, раніше захоплені Агафоклом під час африканської кампанії. Більшість воїнів виконала умови та отримала те, що їм належало. Втім, окремі залоги сподівались на повернення Агафокла, тому карфагеняни узяли ці міста штурмом, розіп’яли командирів, а простих солдат навернули до рабства.
Ще перед укладенням договору з карфагенянами, покинуті Агафоклом воїни стратили його синів. За оповіддю Юстина, коли кат з числа сиракузян збирався вбити Архагата, останній запитав його, чи уявляє він, що Агафокл зробить з його дітьми – на що отримав відповідь про достатність знання, що його сини вмерли пізніше за синів Агафокла. Діодор доповнює це жахливою оповіддю про репресії в Сиракузах, вчинені тираном по відношенню до рідних воїнів, котрі були покинуті ним в Африці (оскільки Агафокл перебував у поході, страти відбулись під керівництвом його брата Антандера). Всіх родичів – братів, батьків, дідів (та навіть прадідів), синів (включно із немовлятами), дружин – відвели на берег моря та перебили і кинули без поховання (друзі страчених боялись здійснити це, оскільки їх могли запідозрити у співчутті ворогам тирана та також піддати репресіям).    
Сам Агафокл тим часом вчинив розправу із мешканцями союзного йому міста Сегеста (у внутрішніх районах західної, карфагенської частини Сицилії). Маючи потребу у грошах, сиракузький тиран змусив заможних людей віддати йому більшу частину майна, що, природно, викликало невдоволення. Тоді Агафокл звинуватив сегестійців у змові. Бідних просто вивели за межі міста та перебили, тоді як інших піддали страшенним тортурам, щоб вивідати все про їхнє майно (це стосувалось не лише чоловіків, але й заможних жінок). Деякі містяни у розпачі спалили себе разом з будинками, інші обрали шлях самогубства через повішення. Дівчат та дітей Агафокл продав у рабство італійському племені бруттіїв, а місто перейменував у Дікеополіс і населив вигнанцями (втім, після завершення війни воно було повернуте карфагенянам та отримало стару назву).

## Події 306 р. до н.е. та завершення війни
Після катастрофічного завершення африканської експедиції один з воєначальників Агафокла Пасифіл вирішив зрадити тирана та перейшов на сторону командуючого сиракузькими вигнанцями Дейнократа. Щоб не припустити інших втрат, Агафокл став обходити підвладні йому сицилійські міста та розміщувати там залоги (одночасно збираючи з мешканців кошти).
Втім, сиракузький володар оцінював своє положення як настільки важке, що звернувся до Дейнократа з пропозицією укласти мир на умовах своєї відмови від одноосібної влади. Для себе тиран просив два невеликі сицилійські міста на північному узбережжі острова – Терми та Кефалойдіон. Проте дійти згоди не вдалось, оскільки Дейнократ забажав, щоб Агафокл покинув Сицилію та надав своїх дітей як заручників. А через який час становище сиракузького володаря суттєво поліпшилось, оскільки йому вдалось укласти мир з карфагенянами, котрі не бажали продовжувати цю важку війну, яка завдала великих втрат обом сторонам. За мирною угодою карфагеняни виплатили Агафоклу 300 талантів та надали значний обсяг зерна в обмін на повернення міст, котрими вони володіли до війни.

## Завершальні події у боротьбі з вигнанцями та сицилійцями
У 305 р. до н.е. Агафокла наважився виступити проти Дейнократа, хоча мав майже учетверо менше воїнів – біля 6 тисяч проти 23 тисяч у армії вигнанців. У битві при Торгіумі сиракузький володар завдав супротивникам важкої поразки та знищив значну частину з них. Після цього відбулось примирення із вигнанцями, а Дейнократ вбив Пасифіла, котрий переховувався у Гелі, та допоміг Агафоклу повернути контроль над втраченими містами і укріпленнями.
Втім, Леонтіни продовжували чинити опір сиракузькому тирану. Тоді він послав туди Дейнократа, котрий зміг умовити мешканців капітулювати (304 р. до н.е.). Зібравши 10 тисяч леонтинців на збори, Агафокл наказав усіх їх перебити.